# Cohete Congreve
El cohete Congreve (en inglés: Congreve rocket) fue un arma utilizada en el siglo XIX por el Reino Unido, su diseñador fue el inglés William Congreve. El diseño se basó en cohetes desplegados por el Reino de Mysore contra la Compañía de las Indias Orientales durante la Segunda, Tercera y Cuarta Guerras Anglo-Mysore. El teniente general Thomas Desaguliers, comandante de la Artillería Real en Woolwich, quedó impresionado por los informes de su eficacia y llevó a cabo varios experimentos infructuosos para producir sus propias armas de cohetes. Varios cohetes de Mysore capturados fueron enviados a Gran Bretaña tras la anexión del reino de Mysore a la India británica tras la muerte de Tipu Sultan en el sitio de Seringapatam.

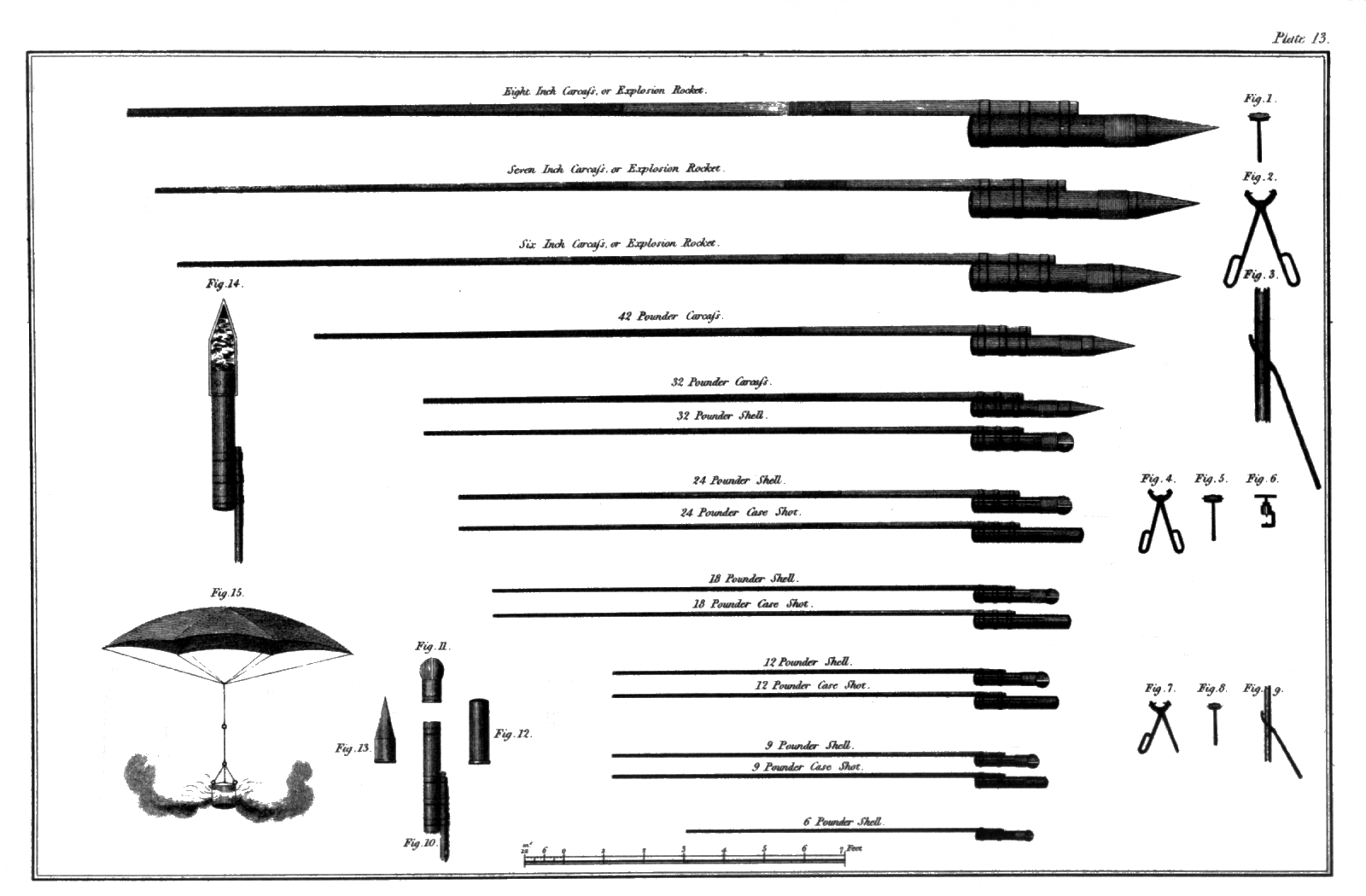
Lámina con los diferentes modelos de cohetes Congreve, por Sir William Congreve (1814).

## Historia
En 1804 ya estaba desarrollado el primer modelo de cohete Congreve; esta arma demostró rápidamente su mortífera eficacia durante las Guerras Napoleónicas al provocar, lanzados desde la flota británica, en 1807 el devastador incendio de la ciudad de Copenhague, capital de Dinamarca (en ese momento Dinamarca era un estado neutral pero preventivamente el gobierno británico la atacó ante una posible alianza danesa con Napoleón I). Durante la guerra de la Triple Alianza que enfrentó a la coalición de Argentina, Uruguay y el imperio del Brasil en contra del Paraguay (1865-1870), está última utilizó ampliamente cohetes a la Congreve además de la tradicional artillería. 
En la década de 1850 los cohetes Congreve fueron mejorados sustancialmente por William Hale motivo por el cual, técnicamente, deja ya de hablarse de cohetes Congreve y pasa a hablarse de cohetes Hale. En 1870 los cohetes Hale sustituyeron a los Congreve dentro de los navíos de guerra británicos.

## Diseño
El cohete Congreve típico constaba de un cuerpo cilíndrico constituido por una camisa realizada con una lámina de hierro y una punta u ojiva cilindro-cónica casi siempre del mismo material.
Dentro de la parte cilíndrica se hallaba el elemento propulsor: combustible sólido (casi siempre pólvora especialmente tratada y compactada), tal combustible entraba en ignición mediante un sistema de mecha. La camisa metálica poseía en el costado inferior de su parte externa una guía que se deslizaba por una especie de riel ajustado a la plataforma de lanzamiento. Para asegurar la certeza del disparo y evitar que la trayectoria del cohete Congreve fuera errática, de la "cola" o parte posterior de la camisa salía una vara que servía de guía aerodinámica.
La ojiva o cabeza troncocónica llevaba cargas explosivas o cargas incendiarias. Tales cargas oscilaban entre los 1 a 10 kilogramos, el cohete Congreve de 24 libras (10 kg) fue el más utilizado, se lanzaba en salvas (generalmente de a pares) con rieles guía de cinco metros de longitud montados sobre caballetes de hierro, tales caballetes tenían un perfil con forma de A por lo que se les conoce como "A frames" (marcos en A); lanzado con un ángulo casi rasante, el alcance de un cohete Congreve de 24 libras era de 3 kilómetros. Los artilleros que operaban a estas armas podían disminuir el alcance y ajustar la puntería graduando el ángulo de los A frames mediante sistemas de tornillo.

## Eficacia
Aunque la eficacia mortífera de un cohete Congreve era comparable a la mejor artillería de su época, el mayor efecto era el psicológico ya que los atacados por estos cohetes primero se veían afectados por llamaradas y luego por estampidos, esto era particularmente grave para las tropas de caballería (los caballos entraban rápidamente en pánico) o para las tripulaciones de los navíos o para las poblaciones civiles así bombardeadas.